# 43

43(사십삼)은 42보다 크고 44보다 작은 자연수다.

## 수학
- 14번째 소수(素數)다. 앞의 소수는 쌍둥이 소수인 41, 다음 소수는 47이다.
- 4번째 중심있는 칠각수다. 앞의 중심있는 칠각수는 22, 다음은 71이다.

## 과학
- 테크네튬(Tc)의 원자번호.
- NGC 43: 안드로메다자리 방향에 있는 렌즈형은하.

## 교통
- 고속도로
  - 유럽 고속도로 43호선: 스위스 벨린초나에서 독일 뷔르츠부르크까지 이어지는 유럽 고속도로.
  - 아우토반 43호선: 독일의 고속도로.
- 국도 제43호선
  - 대한민국 43번 국도: 세종특별자치시 아름동에서 강원특별자치도 철원군까지 이어지는 대한민국의 국도.
  - 일본 43번 국도: 오사카부 오사카시 니시나리구에서 효고현 고베시 나다구까지 이어지는 일본의 국도.
- 기타 도로
  - 현도 제43호선

## 문화유산
- 대한민국의 국보 제43호: 혜심고신제서
- 대한민국의 보물 제43호: 남원 만복사지 석조여래입상
- 대한민국의 사적 제43호: 경주 금척리 고분군

## 방송
- 스카이라이프의 tvN 드라마 채널 번호.
- 지니 TV의 SBS 펀E 채널 번호.
- B tv의 CNTV 채널 번호.
- U+ TV의 무비플러스 채널 번호.
- LG헬로비전의 ENA 드라마 채널 번호.
- B tv 케이블의 MBC 드라마넷 채널 번호.
- KT HCN의 tvN 쇼 채널 번호.

## 스포츠
- 43 병살: 야구에서 2루수→1루수의 순서로 공이 움직여 이루어지는 병살.

## 기타
- 날짜: 4월 3일
- 연도: 43년, 기원전 43년

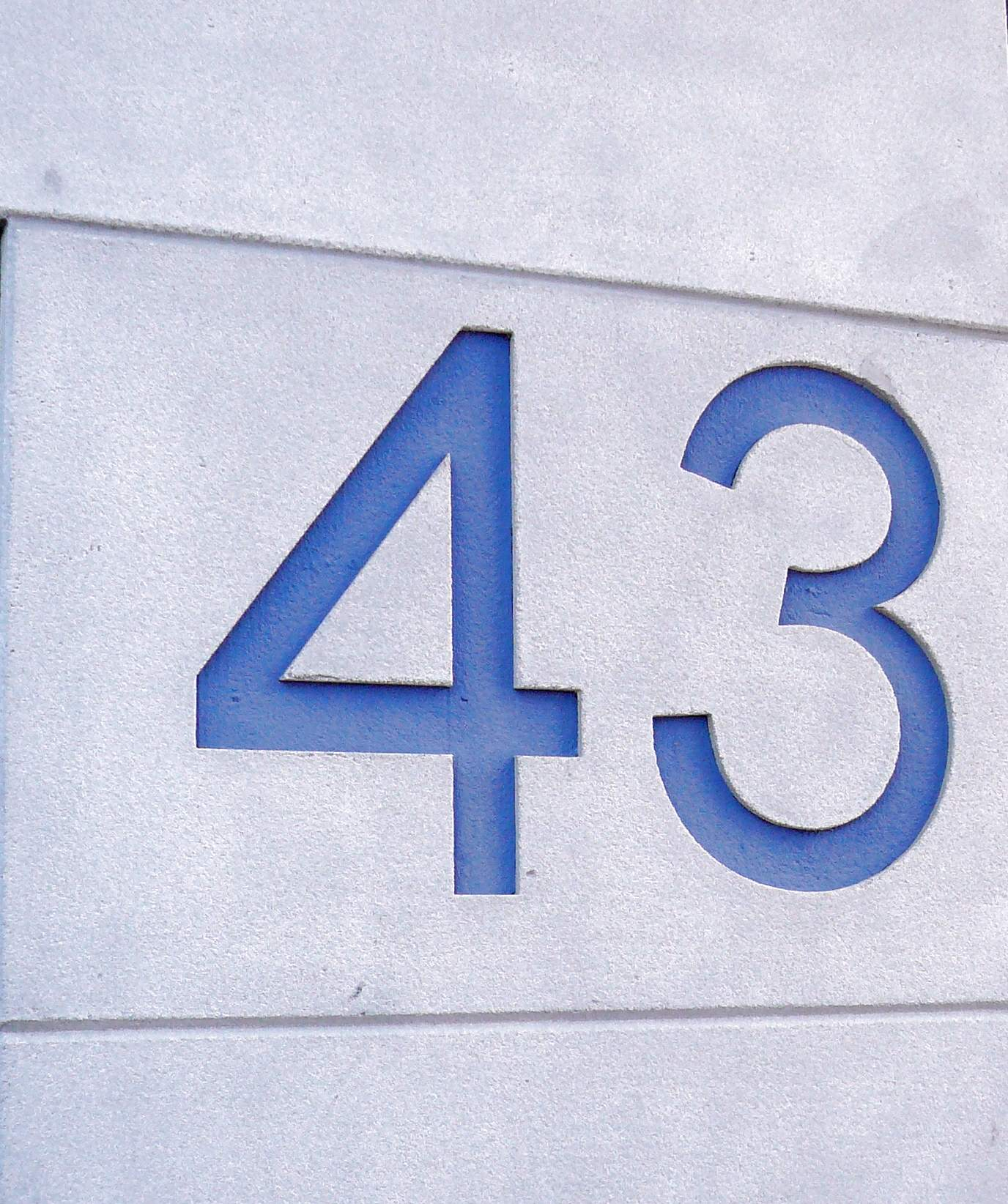

- 한반도 최북단의 위도는 북위 43도다.